# 饗賓餐旅
饗賓餐旅事業股份有限公司是台灣連鎖餐廳品牌的經營業者，總公司位於桃園市大園區青埔特區。1971年，陳朝全創立福宴館（福利川菜），為饗賓餐旅的前身，而他的兒子陳啟昌在1979年接手經營這間餐廳。福宴館（福利川菜）主要在婚宴市場吸引客群，然而在台灣開始少子化的時候，婚宴市場將面臨挑戰，因此陳啟昌將經營策略轉移到吃到飽餐廳，並且在2002年正式創立饗賓餐旅以及吃到飽餐廳品牌「饗食天堂」。當陳啟昌的兒子陳毅航在2009年開始擔任饗賓餐旅的總經理時，將饗賓餐旅納入企业资源计划系統當中。
在創立吃到飽餐廳品牌「饗食天堂」之後，饗賓餐旅開始拓展品牌藍圖，2011年創立四川料理餐廳品牌「開飯川食堂」，2013年創立素食暨蔬食自助餐品牌「果然匯」以及泰式料理餐廳品牌「饗泰多」。2016年創立美式漢堡餐廳品牌「大口吃」，並且在隔年創立吃到飽餐廳品牌「饗饗」以及日式風格吃到飽餐廳品牌「旭集和食集錦」，而在2020年開設台式風格餐廳品牌「真珠台灣佳味」。
2021年，饗賓餐旅創立火鍋吃到飽品牌「小福利麻辣鍋」，並且在隔年創立西式主題的半自助式餐廳品牌「朵頤餐廳」。2023年，饗賓餐旅開設全台最昂貴的吃到飽餐廳「饗A Joy」，並於2024年開設提供套餐服務的鐵板燒餐廳「旨醞」。另外，饗賓餐旅在2019年開設多家樞紐廚房，為旗下餐廳和iEat饗愛吃應用程式提供服務，而在2019冠狀病毒病疫情期間，饗賓餐旅開啟線上訂餐暨外送服務平台「饗帶走」以及銷售旗下餐廳品牌菜餚的冷凍食材自煮包之电子商务平台「饗在家」。

## 歷史
1971年，陳朝全創立「福宴館（福利川菜）」，即「饗賓餐旅」的前身，他的兒子陳啟昌後來在1979年接手這間餐廳的經營，並於1993年開設中正分店，由於福宴館（福利川菜）可以開設200個宴會桌席，因此在開幕當時為台灣最大的四川料理餐廳。這間餐廳起初用於吸引民眾來到此處舉辦婚宴，而在那時候的餐廳經營狀況是穩定的，然而由於台灣開始少子化，造成不穩定的婚宴業務的銷售開始受到影響，為了要穩定經營，陳啟昌決定將品牌經營策略轉移到吃到飽餐廳，因此在2001年創立「中壢福利川菜」以及「福利日式百匯」，並在2002年於桃園衣蝶生活流行館（現今新光三越百貨桃園站前店）開設「饗日式百匯」。為了要準備經營日式吃到飽餐廳，陳啟昌在那年和衣蝶生活流行館總經理王令楣以及所屬員工前往日本研習時尚餐廳的經營策略，當王令楣採取這樣的建議時，陳啟昌實施王令楣的決策。陳啟昌邀請室内设计師陳瑞憲去設計這間餐廳，並且也幫忙設計品牌識別、室內設計以及員工制服等，後來他們共同決定將這樣的品牌定名為「饗」，旨在呼應「筵席」一詞，而饗賓餐旅在2002年5月8日正式創立後成為多家品牌連鎖餐廳的經營業者。
2006年，創辦人陳朝全的孫子暨陳啟昌的兒子陳毅航從國立台灣大學畢業後，在那一年加入饗賓餐旅去協助父親開設一間位於台北市內湖區的餐廳，並於2009年5月成為饗賓餐旅的總經理。陳毅航和他的姐姐陳涵菁同為饗賓餐旅的第三代老闆，於2006年創立由品牌「饗日式百匯」發展最初理念的吃到飽餐廳「饗食天堂」，這間餐廳在開幕後第一年的營業收入為新台幣1.4億元（大約4,643,141美元），因此《聯合報》對此表示這項營收成績為該餐廳贏得業內同行的極大尊重，而饗賓餐旅也將「饗食天堂」開設分店。陳毅航在擔任總經理期間成立饗賓餐旅綜合管理辦公室，下設行銷部、採購部、人力資源部以及工程部，並且在中華民國經濟部舉辦的餐飲業數位化競賽當中提交一份商業計劃書，當他以第一名之姿完賽後，他獲得新台幣140萬元的資金，並且利用這筆資金去部署一個企業資源規劃系統，教育所有廚師使用電腦下訂單和補充食材。陳毅航做出的另一項改變是對公司股權進行改革，在這之前，公司股權分散在約30名股東手中，而他在2008年說服父親和股東支持合併股權並允許公司高階主管購買股票。
2010年，饗賓餐旅銷售額達新台幣8億元（約28,640,985美元），其中利潤達到新台幣7,500萬元（約2,685,092美元），因此中華民國經濟部在2011年頒發創造就業貢獻獎給饗賓餐旅。到2012年，饗賓餐旅已經開設8間饗食天堂分店，年度總收入來到新台幣12億元（約39,798,355美元），因此《聯合報》財經記者陳靜宜對此表示在台灣連鎖吃到飽餐廳「上閤屋」相繼關閉分店之際，饗食天堂卻成功搶佔了吃到飽餐飲市場，而在2012年春節，饗食天堂其中一間分店吸引近1,000名顧客用餐，寫下當時饗賓餐旅的新紀錄。
在2019冠狀病毒病臺灣疫情爆發前，饗賓餐旅共開設5個吃到飽餐廳品牌，並在每年大約吸引450萬名顧客前來用餐，到2020年時，饗賓餐旅在7個品牌合計40間餐廳分店擁有2,500名員工，創造新台幣35億元（約116,078,535美元）的年度營業收入。疫情期間，饗賓餐旅並沒有削減員工薪資，也沒有讓員工放無薪假，董事長陳啟昌提到許多員工來自貧困家庭，因此他希望公司能為他們提供支援，而中華民國總統蔡英文探訪饗賓餐旅，並敦促企業在嚴峻情況下堅持不降低薪資，但仍要避免放無薪假。2021年5月到8月，由於第三級疫情警戒措施無法讓顧客前往餐廳內用美食，饗賓餐旅在那時候虧損將近新台幣5億元（約17,900,616美元），不過到2021年10月，當中華民國政府進行發放振興五倍券等相關措施時，饗賓餐旅在那一段時間的營業收入回升到新台幣4.1億元（約14,678,505美元），相當於疫情發生前的營收水平。當疫情管制在2022年下半年開始鬆綁時，饗賓餐旅在那年新開設14家分店，到該年年底時共有64家分店，且年度營業收入來到新台幣56億元（約200,486,897美元），因此《商業周刊》記者姚舜在隔年稱饗賓餐旅為「大型連鎖自助餐廳的主導者」。
2023年，饗賓餐旅開設第6個吃到飽餐廳品牌「饗A Joy」，並且在那年總共新開設18家分店，並帶來新台幣85億元（約281,905,015美元）的年度合計營業收入。2024年，饗賓餐旅創立第11個餐廳品牌「旨醞」，為鐵板燒主題餐廳。到2024年5月為止，饗賓餐旅已經開設11個品牌共83間分店，分別為30間開飯川食堂、15間饗泰多、11間饗食天堂、8間真珠台灣佳味、5間果然匯、5間旭集和食集錦、4間小福利麻辣鍋、2間饗饗、1間饗A Joy、1間朵頤餐廳以及1間旨醞。另外，饗賓餐旅也經營電子商務平台「饗在家」以及線上訂餐暨外送服務「饗帶走」。未來，饗賓餐旅計畫在2026年透過新開設開飯川食堂和真珠台灣佳味分店來進軍美國和日本市場，並在到時候進行首次公开募股。
2024年，中華民國內政部警政署刑事警察局將饗賓餐旅名列五個詐騙集團首要目標企業之一，根據統計，在2024年前三個月有高達59件來自詐騙集團冒充饗賓餐旅員工名義案件，刑事警察局稱這些駭客據信透過入侵公司系統去竊取顧客個人資料，並告訴這些顧客在輸入顧客資訊時出現錯誤，並冒充銀行櫃員說服顧客交出他們的銀行帳戶資訊。

## 運作
為了要減少旗下餐廳準備食材所需的時間和勞力，饗賓餐旅在總部所在的桃園青埔特區斥資新台幣1億元（約3,316,530美元）打造佔地面積3,200坪（11,000平方；110,000平方英尺）的中央廚房，本廚房主要有四個部門：食品生產、營運管理、物業管理以及糕点生產。另外，饗賓餐旅也有一個採購組去向當地農民採購蔬果，目的不但允許總公司監控生產者的農民實踐，例如農藥使用量、種植實踐和品質管理，而且也減少那些從中分得利潤的經銷商，而採購組回到中央廚房後將物品分類和儲存。饗賓餐旅對原材料進行預先處理，並加工中間產品，中央廚房準備的食材包括水果、蔬菜、全熟菜餚、港式點心、西式糕點、冰淇淋和其他甜點等，在這些食材準備完成後配送到各地旗下餐廳，饗賓餐旅的食材處理流程獲得食品安全管理系統ISO 22000（2018版）認證。
為了要興建另一個中央廚房，饗賓餐旅在總部附近購入土地興建，並於2020年初投入使用。這間中央廚房既儲存需要冷凍的食材，也儲存可以在室溫下保存的食材，目的是為了呼應饗賓餐旅會採購當季食品並在中央廚房冷凍而能提供更多種類的食材。到2020年，饗賓餐旅在嘉義縣鹿草鄉馬稠後產業園區購入15,000坪（50,000平方；530,000平方英尺）土地來籌建「饗青市集」，該地佔地數萬坪，並以義大利食品市場「Eataly」為藍本，不僅用於預先處理嘉義縣、台南市和雲林縣的農產品、漁業和畜牧產品，也會供應食材予饗賓餐旅和其他餐飲業者旗下餐廳。根據饗賓餐旅總經理陳毅航的說法，饗賓餐旅希望打造一個「Eataiwan」，讓消費者可以在這裡用餐、購買食材，還可以在烹飪學校上課，因此饗賓餐旅計畫斥資將近新台幣50億元（約165,826,479）用於該項目的三階段建設。另外，饗賓餐旅斥資新台幣8億元（約26,532,237美元）去建設嘉義食材中心，而桃園市長鄭文燦和嘉義縣長翁章梁在2022年7月13日開工當天亦出席動工儀式。
饗賓餐旅組建內部物流車隊，用於運送常溫、冷藏和冷凍等各種溫度的食品，該車隊總共有14台送貨卡車，總重量超過90公噸（90,000；200,000磅），並且每天向台中市以北的餐廳配送食材，而在台中市以南的餐廳則每兩天會收到一次食材配給。

## 訂位服務
饗賓餐旅旗下的餐廳可以讓消費者在官方網站線上訂位，並於用餐日前一個月開放訂位。2023年，饗賓餐旅將開放訂位時間從半夜12點調整到上午9點，以便讓許多民眾不必熬夜去預約用餐。另外，饗賓餐旅針對饗饗、旭集以及饗A Joy的訂位要求消費者在限時內支付訂金，方可完成預約程序。2024年，饗賓餐旅導入中華電信AI語音助理來回應消費者的來電，並且使用生成式人工智慧來對應當地的節慶和來電者的需求，饗賓餐旅採用這項技術的目的是為了加快對消費者的回應，且避免消費者在客服電話忙線時無法打通。

## 餐飲品牌
饗賓餐旅總經理陳毅航將這些品牌視為服務不同層次的消費族群，在2024年說道民眾參加大學生團聚可能會選擇來吃到飽餐廳「饗食天堂」用餐，民眾在約會時可能會選擇「饗饗」，而也有商務人士可能會來「饗A Joy」用餐，至於鐵板燒餐廳品牌「旨醞」則會把客群鎖定30歲以上上班族。

### 福宴館（福利川菜）

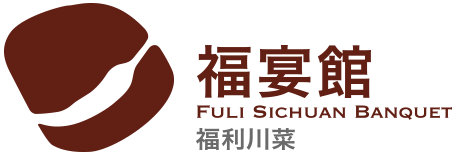
「福宴館（福利川菜）」品牌識別標誌

福宴館（福利川菜）在1971年由陳朝全創立，為饗賓餐旅的初始品牌，這間餐廳原本是桃園農田水利會員工的用餐場所，後於1977年，陳朝全雇用四川料理拿手張金全為該餐廳的行政主廚，而福宴館則是採取大型川菜館的經營模式來開始經營川菜，並且新增中正和中壢兩家分店。
雅虎新聞記者林宜屏在2019年將福宴館的經營成功歸功於新鮮的食材、美味、實惠的價格以及川菜的辛辣和芳香風味，並且表示福宴館透過使用竹叶花椒、二荆条等花椒來保留川菜的原汁原味。在那一年，該餐廳供應傳統川菜佳餚包括豆瓣鯉魚和魚香茄子，其他餐點還包括蔥油餅、砂鍋雞高湯、拿手鹽焗雞、百角蝦球以及哥樂山辣子雞等，另外這間餐廳也研發新的川菜菜色，包括使用澳洲牛五花肉和白菜梗絲，並且淋上用川椒、大紅袍、二金條以及辣椒粉煉成的辣油以及烏醋所製成的「放牛吃嫩草」以及「川味口水雞」。消費者入席後可選擇單點或套餐，當用餐者的消費超過最低限額時，可以享用自助吧包括水果、沙拉、生啤酒等飲料以及哈根達斯冰淇淋等甜點。

### 饗食天堂
吃到飽餐廳「饗食天堂」在2002年創立，並在桃園縣中壢市（今桃園市中壢區）開設第一間分店，隨後讓饗賓餐旅在大台北地區蓬勃發展。根據作者沈勤譽的說法，許多家人和朋友經常來吃到飽餐廳聚餐，而在饗食天堂創立之後能提供更多樣化佳餚包括四川料理、台灣料理、泰式料理以及素食料理等，截至2012年提供200多種菜色。饗食天堂另外在京站時尚廣場台北車站設立店鋪面積300坪（990平方；11,000平方英尺）的分店，在2010年帶來新台幣2億元（約6,633,059美元）的收入，成為在京站13家主題餐廳當中營業收入最高者。
2012年，饗食天堂中壢店獲得桃園縣政府（今桃園市政府）「14家最佳異國風味餐廳」金獎，並且到2019年，饗食天堂獲得桃園市政府「智多星獎」以及「性平獎」的肯定。不過，在2012年5、6月曾因為生蠔被污染諾羅病毒而造成23名饗食天堂用餐民眾食物中毒，因此餐廳業者在當時為受害民眾提供醫療費用、免費膳食以及新台幣1000元的經濟補償，而在事發後3個月內，饗賓餐旅的營收跌落20%到25%。
《台北時報》記者林恩如在2013年評論位於台北市大同區的饗食天堂京站時尚廣場分店，這間餐廳可容納352人，並且在她周末採訪時看到該餐廳經常訂位客滿且需要在外面排隊長達60分鐘才能入場，她對該餐廳的食物寫一篇大多是正面的評價，將饗食天堂餐點與針對商務客的餐廳所提供的菜餚進行比較。林恩如在食用沙朗牛排後稱這之“多汁且肥美”，並認為旁邊的鳳梨泡牛奶與沙朗牛排搭配起來味道極佳，另外食用炸蝦天婦羅後也感覺“新鮮、悠長以及奢華”，而烤豬腳的堅硬外皮卻如奶油般那麼柔情。林恩如對一些菜餚的評價褒貶不一，她說這些擺放在小杯子裡的菜餚看起來很優雅，並且認為用味噌芥末醬和绿叶蔬菜調味的扇貝很美味，不過她稱美乃滋和香草調味的培根蛋糕「很奇怪」，並且覺得培根餅雖然有米糕的口感，但因為濃鬱的肉味而咬起來很困難。除此之外，林恩如發現這間餐廳的用餐價格有點貴，且批評餐廳裡顧客和開放式廚房發出的噪音，並寫道與人交談可能“永遠不會變得浪漫，甚至不會很友好：你必須傾身，有時還要大喊大叫。”
2021年，饗食天堂邀請台灣樂團告五人代言此品牌，而餐廳業者在那一年翻新10間饗食天堂分店。與疫情前相比，每間饗食天堂到2023年的營業收入已成長5%到10%。2023年9月25日，饗賓餐旅於LaLaport台中開設第11間饗食天堂分店，這間餐廳位於商場3樓，店鋪面積高達414坪（1,370平方；14,700平方英尺），可容納376個用餐座位，不僅是該品牌12年來在中部地區開設的首家餐廳，也是中部地區最大的餐廳。開幕之後，這間餐廳提供8個佳餚區域，其中供應澎湖烤生蠔、松露和扇貝壽司以及遮目魚牡蠣湯等，另外也有一個兒童區，裡面有小漢堡，還有一個廣式點心車，內含混合松露和蘆筍的蝦餃等，至於這間餐廳的內裝靈感來自錶匠、金屬加工、活字印刷、日本相撲和燈籠製作。

### 開飯川食堂
開飯川食堂在2011年創立，提供四川料理佳餚，並採取單點用餐模式經營。當第23間開飯川食堂分店在2022年1月14日於遠東百貨竹北店開幕後，《工商時報》稱開飯川食堂為「台灣最大中華料理連鎖品牌」。在2022年，開飯川食堂提供的菜色包括口水雞和麻婆豆腐等，這間餐廳採用紅白相間的內裝，並以一隻活潑的熊貓作為官方吉祥物。2024年，開飯川食堂推出一道蝦仁混合雞蛋、韭菜和胡椒的菜餚，另外也推出一道菜色浸滿辣醬的雞胸肉以及配有海藻和蓮藕的雞肉、一道菜色浸滿辣椒粉的炸雞腿、以及一道菜色用紹興酒、二荆条辣椒和黑豆沙醃製的豬肋排。

### 果然匯
果然匯是在2013年創立的素食暨純素食吃到飽餐廳，於2013年4月在台北市大安區明曜百貨開設第一家分店，當這個品牌在2022年1月14日於遠東百貨竹北店開設第五家分店時，《工商時報》稱果然匯為「台灣最大連鎖素食吃到飽餐廳品牌」。果然匯遠百竹北分店的店鋪面積為253坪（840平方；9,000平方英尺），可容納284個座位，內裝以白色和綠色為主色調，配有挑高的天花板，並融入當代藝術、都市時尚和植物，為了要表達對素食主義的承諾，果然匯遠百竹北分店在中央位置設有高480（190英寸）的「果然匯生命之樹」。開幕之後，該餐廳供應蘑菇餅、義大利麵、沙拉、壽司以及泰式麵食等，另外果然匯與素食食品公司「歐特力」合作，提供燕麥奶菜餚和甜點。
2017年，果然匯供應印度咖哩、義大利麵以及壽司，並且根據季節不同，供應不同的素食和純素食菜餚，以上菜餚均有標記為素食或含有牛奶、雞蛋或五辛根成分。果然匯共有分中式、日式、西式、甜點、飲料、水果等區域，在2024年時沙拉吧區域供應20種蔬菜、6種醬汁、起司、堅果以及葡萄乾。2024年5月12日，位於明曜百貨的第一間家分店因為租約到期而結束營業，不過在2024年仍有大約20萬名顧客前來果然匯用餐。

### 饗泰多
饗泰多是在2013年創立的泰式料理餐廳品牌，提供單點及套餐服務，並且獲泰國商務部「泰精選認證」，第一間分店在2013年6月於台北市東區的Bistro 98大樓6樓開幕，店鋪面積73坪（240平方；2,600平方英尺）。饗賓餐旅在當時斥資新台幣數千萬元研發這個品牌，除了邀請時尚設計師康嘉偉去設計泰式哈倫褲作為該品牌的員工制服，另外也邀請台灣設計團隊「耘藝設計」去設計泰式餐廳的主題內裝，其中洗手間的設計靈感來自泰國水療中心。
饗泰多的部分香料和其他食材均來自泰國，而《台灣Vogue雜誌》作者Alice Cheng在2013年撰寫的文章中寫道她推薦青木瓜沙拉、鮮味金錢魚餅、香茅肉串、鞭炮蝦、綠咖哩雞以及香蘭葉抱雞等菜色。饗泰多為了要強調傳統泰式美食，因此餐廳業者在設計菜色時決定不包括辣雞和月亮蝦餅等非傳統泰國菜，儘管如此，饗泰多供應泰國北部料理的燒烤和油炸菜餚以及泰國南部料理的咖哩，到2023年時供應月亮蝦餅、黃咖哩軟殼蟹、烤牛肉沙拉、泰國東北風味牛小排、檸檬魚和豬肉拼盤等菜餚，並且提供泰式奶茶等飲料。另外，饗泰多也設計穿著誇張服裝的「小象哥」來作為餐廳業者的官方吉祥物。2023年，饗泰多在宜蘭縣宜蘭市蘭城新月廣場開設第一家東台灣分店，店鋪面積71坪（230平方；2,500平方英尺），可容納78個座位。

### 大口吃

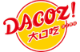
「大口吃」品牌識別標誌

大口吃是在2016年創立的美式漢堡餐廳品牌，於新竹市東區Big City遠東巨城購物中心7樓開設第一家分店，這間餐廳的漢堡融合美國菜和台灣菜，菜單上包括「鹹蛋山苦瓜自然豬肉堡」、「蔥醬櫻桃鴨胸堡」、「柚香燒明太子鮭魚堡」等，以上漢堡餐點均使用澳洲牛肉，另外也供應義大利麵、義大利燉飯以及帕尼尼。

### 饗饗

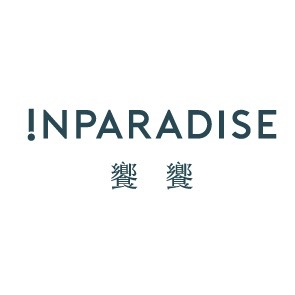
「饗饗」品牌識別標誌

饗饗是2017年創立的吃到飽餐廳品牌，與之前的吃到飽品牌「饗食天堂」相比，《中國時報》稱饗饗為「進化版饗食天堂」，而《美麗佳人》稱之為「豪華版饗食天堂」。為了要創立這個品牌，饗賓餐旅斥資新台幣1.2至1.5億元（約3,979,836至4,974,794美元）打造全新分店，最終在2017年6月20日於微風信義百貨46樓開幕，這間斥資新台幣1.3億元（約4,311,488）打造的饗饗信義店，店鋪面積達到390坪（1,300平方；14,000平方英尺），可容納254個座位，在開幕當時共有70名廚師和廚房工作人員。饗饗信義店的座位區設有隔間、沙發和標準餐桌，並提供台北市360度環景，可讓消費者觀覽台北101、台北盆地以及基隆河等。到2018年，饗饗的每日收益超過新台幣1百萬元（約33,165美元）。
2022年12月27日，饗饗第二間分店在新北市新莊區宏匯i-Tower39樓開幕，店鋪面積370坪（1,200平方；13,000平方英尺），可容納264個座位。饗饗的「迎賓燈牆」使用將近500顆半圓燈球打造，並以「TOWER」的概念來設計層次堆疊和燈光造影。饗饗設有八大餐區，以大海、湖泊、河川和高山來命名。第一區為「豐大海」，使用藍染背景和銀色不鏽鋼雕塑做設計，並且供應每日漁港直送的海鮮和生魚片。第二區為「旬巧原」，供應法式開胃小品和沙拉。第三區為「京山」，使用青花瓷製成的壁飾做點綴，並提供港式點心和烤鴨。第四區為「大快地」，供應西式鐵板料理和現切肉品。第五區為「禾烹湖」，供應陶瓷烹飪熱騰騰的鍋物菜餚。用日式漆器來點綴的第六區「炙丘」，供應蒸、煎、烤等類別的日式料理。第七區為「甜田」，使用装饰风艺术浮雕做裝飾，並且提供法式甜點。第八區為「長飲川」是飲料吧，設有一個寬敞的ㄇ字型取餐空間以及動態燈光變化設計，並且提供酒精性飲品。
時尚設計師周裕穎為饗饗員工設計制服，這些服務消費者的員工均穿上帶有“編織紋理和細節點綴”的藍色服裝，而饗饗的廚師們穿著淺灰色的制服，其中領子和袖口的顏色有分紅色或藍色，以代表他們所負責菜餚的冷熱程度。饗饗新莊店可提供消費者一個360度環景視野，可觀賞關渡、觀音山以及台北101。饗饗的雞尾酒，酒精濃度約莫在4%到6%之間，到2024年時推出新三款雞尾酒，分別搭配荔枝、百香果以及葡萄風味。之後，饗饗開始供應三種巧克力甜點，分別搭配酒釀桂圓、柚香金萱以及玫瑰覆盆莓。
2025年1月，有59名消費者在饗饗微風信義店用完餐後出現食物中毒症狀並且送醫，在這些受害者當中食用生蠔、生魚片以及扇贝等。臺北市政府衛生局隨後展開流行病學調查，並要求饗饗微風信義店暫停營業，儘管饗饗信義店被要求從1月7日下午開始暫停營業，但後來被發現在當天晚上仍然讓消費者入場用餐，因此北市衛生局依違反食安法規定開罰餐廳業者新台幣3百萬元（約99,496美元）罰鍰。在北市衛生局進行衛生檢查後發現一些衛生問題，並要求餐廳業者在隔天之前解決這些問題，另外也發現超過70%的受害消費者有吃生魚片而導致被診斷為諾羅病毒，而在暫停營業4.5天之後，饗饗信義店完成員工訓練，因此北市衛生局同意饗饗信義店從1月12日開始恢復營業。《聯合報》記者在饗饗信義店恢復營業當天採訪時，發現到饗饗的生意似乎並未受到影響，而餐廳業者亦針對受食物中毒影響的消費者提供新台幣800元（約27美元）紅包以及價值新台幣1,000元（約33美元）的饗賓禮券作為補償。

### 旭集和食集錦

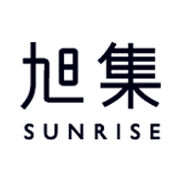
「旭集和食集錦」品牌識別標誌

旭集和食集錦是2019年創立的日式主題吃到飽餐廳品牌，而饗賓餐旅在當時斥資新台幣1.2億至1.5億元（約3,979,836至4,974,794美元）來開設旭集全新分店。第一間旭集在2019年12月25日於遠百信義A13的9樓開幕，店鋪面積350坪（1,200平方；12,000平方英尺），可容納288個座位。旭集的內裝受到日式風格的啟發，因此在裝潢時擁有土牆、竹編、實木、花窗等元素。旭集第三家分店在2022年1月14日於遠百竹北開幕，店鋪面積410坪，可容納339個座位，入口處裝飾著一個懸掛的寶箱，裡面有日本吉祥物和一頭大鯨魚，該餐廳的兩個包廂配有施华洛世奇的水晶燈，燒烤區設有巨大的金魚展示，還展出了一件和服。旭集第四家暨台北市第二家分店在2023年9月26日於台北市士林區天母大葉高島屋開幕，店鋪面積498坪，可容納344個座位。旭集天母店設有9個美食區，並有各自的設計元素，而《工商時報》記者傅秉祥評價說：「旭集天母店以日本大正時代的經典幾何線條、彩繪玻璃勾畫出來的細緻浪漫，呈現西風東漸的美好年代。」
旭集的第五家分店在2023年10月27日於桃園市中茂新天地12樓開幕，店鋪面積300坪（990平方；11,000平方英尺），可容納400個座位。這家分店的裝潢以「極致」為主題，並融合傳統與現代元素，其中亦包含日本玻璃燈飾、日本經典藝術品和木質天花板等日本文化元素。旭集和食集錦共設有9個美食區，到2023年時提供將近300種菜色供消費者食用。這些在那一年供應的菜色當中包括現流魚生魚片、炙燒壽司、炸蝦、烤香魚、烤牛舌、現煮湯品等，亦供應日式甜點如和菓子、人形燒和帶有栗子和焙茶口味餡料的銅鑼燒等。

### 真珠台灣佳味
真珠台灣佳味是2020年創立的台式主題餐廳品牌，為饗賓餐旅的第7個餐飲品牌，並提供單點以及套餐服務。第一家分店在2020年7月15日於台北市大同區京站時尚廣場開幕，店鋪面積大約70坪（230平方；2,500平方英尺），並設有88個座位。饗賓餐旅總經理陳毅航說到旗下的川菜餐廳「開飯川食堂」因為親民而獲成功，並希望真珠台灣佳味能獲得更多外食族的認同。在提供台灣菜時，真珠台灣佳味提供的是易於製作的菜餚，而不是複雜的菜餚或官府菜，目標是提供價格實惠、味道像台灣媽媽或祖母在家裡做的一樣的佳餚，因此有一些真珠台灣佳味廚師找到在龍潭區一間餐廳經營58年，於2年前退休的富美阿嬤傳授廚藝，當中富美阿嬤告訴廚師們一些技巧，包括「炒米粉內可少什麼？」以及「開陽一定要挑小號才會香」等。真珠台灣佳味提供的菜色包括五花魷魚小炒、雙色鹹湯圓以及醬油煎小卷等。
第一家新北市分店在2021年於比漾廣場開幕，店鋪面積76坪（250平方；2,700平方英尺），可容納98個座位，室內裝潢以1980年代建造的台灣住宅風格為靈感，而真珠台灣佳味到2023年為止屢次獲中華民國經濟部認證為「年度台菜餐廳」。2023年，一家真珠台灣佳味分店在桃園市開幕，店鋪面積113坪（370平方；4,000平方英尺），可容納148個座位，裝潢以藍色和橙色以及霓虹燈圖形為特色，而《工商時報》記者姚舜稱這樣的裝潢為「新潮復古風格」。真珠台灣佳味在2023年供應米粉、油条蔭豉鮮蚵以及鹽焗雞等菜色，並於2024年供應皇帝豆排骨湯和生菜蝦鬆，其中《工商時報》記者姚舜在品嘗皇帝豆排骨湯後稱之「豐厚鮮味，悅人心脾」。

### 小福利麻辣鍋
小福利麻辣鍋是2021年創立的火鍋吃到飽品牌，為饗賓餐旅第8個餐飲品牌以及第5個吃到飽品牌。第一家分店在2021年8月17日於新北市中和區環球購物中心開幕，店鋪面積180坪（600平方；6,400平方英尺），可容納236個座位，小福利麻辣鍋的裝潢融合復古台灣特色和現代設計，用餐區採用麻將風格，並在圍兜上印有「靠臉吃飯」等趣味口號。在開幕之後，小福利麻辣鍋供應和牛、紅蝦、牛小排、肉丸、餃子、豬血糕以及鴨血湯等食材，另外也供應冰淇淋、涼圓、芋頭冰、中式面饼以及炸雞等。
小福利麻辣鍋在2023年於捷運小碧潭站5樓開設分店，店鋪面積102坪（340平方；3,600平方英尺），可容納202個座位，內裝設計透過異想天開的餐飲標語和木製藥櫃融入了傳統中藥局的復古元素。這家火鍋店為消費者提供四種湯底選擇：「經典麻辣」湯底混合26種中草藥；「鮮香汕頭」湯底以海鮮乾貨、蔬菜、大骨等食材，帶來濃鬱的海鮮風味；「蒜香豚骨」湯底以豚大骨為基底，加入大蒜和蛤蜊，呈現乳白色的湯汁；「輕蔬番茄」湯底含有多種蔬菜，味道酸甜。

### 朵頤餐廳
朵頤餐廳是在2022年9月創立的西式主題半自助式吃到飽品牌，在新北市新莊區的新莊凱悅嘉軒酒店1樓開設第一家分店，並成為饗賓餐旅旗下第一個主打西式精緻餐飲的餐飲品牌。朵頤餐廳設有大型落地窗，並且允許消費者在消費超過最低限額時，可以享用包含冰淇淋、甜點、水果、開胃菜和油炸熱食的自助吧。朵頤餐廳在2024年提供主餐餐點包括USDA嚴選肋眼牛排、慢熟法式羊排、極饗焗烤龍蝦、焗烤檸檬扁鱈以及味噌焦糖豬肋排等，自助區提供沙拉吧、開胃菜、水果、甜點、飲料以及冰淇淋，並供應黑松露燉飯、法式蕈菇濃湯以及焗烤起司醬通心粉等，以上料理有日式、西式以及中華料理等多樣化美食，並且提供10種開胃菜、16種沙拉以及7種醬汁。《工商時報》記者姚舜在2024年評論朵頤餐廳的牛小排「外表焦香、肉質軟嫩」，並且評論極饗焗烤龍蝦「肉質彈牙鮮甜，口口讓人滿足」，而《中國時報》記者朱世凱說到朵頤餐廳因為親民價格即可享有超高水準的用餐體驗而獲消費者喜愛。2024年8月30日，朵頤餐廳因為租約到期而結束營業，促使饗賓餐旅去尋覓新的地點，後來饗賓餐旅計畫在2025年5月於新莊宏匯廣場重新開設朵頤餐廳。

### 饗A Joy

「饗A Joy」品牌識別標誌

饗A Joy是饗賓餐旅第6個吃到飽品牌、第10個餐飲品牌以及第70家總公司旗下分店，於2021年下半年開始承租台北101大樓86樓。饗賓餐旅在內部討論包括非吃到飽設計理念在內的39個不同方案後，決定創辦「饗A Joy」，同時認為台灣食客注重多種不同的選擇，而精緻餐飲和吃到飽之間的界限已經變得非常模糊，因此饗賓餐旅決定以吃到飽餐廳模式經營。在規劃階段時，饗賓餐旅每個月耗資新台幣數億元來支付場地費用，為了要開設「饗A Joy」，饗賓餐旅斥資新台幣3億元（約9,949,589美元），其中三分之一的費用用於防火和消費者看不到的其他區域，而這筆費用比饗賓餐旅在開設饗饗或旭集和食集錦相關費用大約多出1倍。饗A Joy在2023年7月23日正式開幕前，於7月13日開放線上訂位，一經開放後，1個月內的訂位完全秒殺，開幕之後，饗A Joy以午餐價格新台幣3,608元（約120美元，含一成服務費）以及晚餐價格新台幣4,268元（約142美元，含一成服務費）成為全台灣最昂貴的吃到飽餐廳。饗賓餐旅為了饗A Joy的開幕而從所屬超過3,000名員工當中選出150名去調職到饗A Joy，並且給調職員工加薪新台幣2,000元（約66美元）。
饗A Joy的店鋪面積為555坪（1,830平方；19,700平方英尺），可容納282個座位，主題是表達「台灣寫給世界的一封情書」。當消費者進入饗A Joy時，他們感受到餐廳業者所選擇的桂花香味。餐廳入口處可以看見由「CN Flower」製作的造景《珍山》，均使用海拔1,000（3,300英尺）左右的植物打造，《Elle》作者Candy Chung對此表示從窗外起伏的山巒綿延至近在眼前的室內植栽造景，呈現出具體卻又神秘的森林島嶼意象。時尚設計師周裕穎為饗A Joy員工設計制服，而饗A Joy另外與Lights Up Studio、持之音以及12個作曲家一起打造「饗音樂」，演奏出台灣人熟悉的音樂，其中融入鍋鏟碰撞鍋子、刀子砍砧板的聲音、翻炒、油炸的聲音等，以及為了創造台灣日常生活的聲音景觀而融合公共交通、小販和夜市的喧鬧聲。饗A Joy的內裝反映台灣景觀的各個層面，並分為四個主題區：山、海、平原和城市。
饗A Joy設有8個區域，並提供超過300種美食，在開幕之後供應台灣特色菜包括九層塔鹹酥雞、宜蘭香魚、紅燒肉、西魯肉、紅龜粿以及糕渣等，在甜點部分包括台北101造型雞蛋糕、以及有黑芝麻、檸檬、百香果、花生、芋頭和太妃奶茶等口味的冰淇淋等，另外也供應巧克力甜點，帶有香菜、肉桂、客家擂茶、台式蔥頭、腐乳、花生和胡椒柚子等口味。TVBS新聞記者方君民在2024年推薦炙燒A5和牛壽司、松葉蟹、燒烤帝王蟹腳、鐵板龍蝦以及海膽甜蝦手卷，在甜點部分亦推薦竹炭土鳳梨酥以及荔枝桂圓奶油酥餅等。

### 旨醞
旨醞是饗賓餐旅第11個餐飲品牌暨鐵板燒餐廳，主要以套餐形式提供服務，在2024年5月21日於新北市新莊區宏匯i-Tower38樓開幕。在饗A Joy於2023年開幕後，饗賓餐旅決定開設旨醞來吸引高階用餐消費族群，在饗賓餐旅旗下所有餐廳品牌當中，旨醞在開幕當時成為消費者用餐支付金額第二高的餐廳，而饗賓餐旅後來計劃利用從旨醞學到的經驗來改良吃到飽餐廳中供應的鐵板燒菜餚。饗賓餐旅總經理陳毅航在旨醞開幕當天表示若市場測試成功，饗賓餐旅計畫在三年內開設五家旨醞分店。
旨醞的店鋪面積為180坪（600平方；6,400平方英尺），可容納78個座位，另外也設有3個包廂、5個可以坐10個消費者的鐵板燒吧台以及1個坐12個消費者的鐵板燒吧台。旨醞的入口處為一條由紅磚砌成的拱形通道，內裝以酒窖為概念做設計，試圖表達「時光能醞釀美味」的品牌形象。在消費者入座之後可透過窗戶享受高樓景觀視野，而餐廳業者也設置甜點區，不但讓消費者吃完主餐後享用甜點，還可以讓早到的預約消費者於此稍作休憩等待入座，當時台灣最早的鐵板燒餐廳也有類似的甜點區，但後來因為租金越來越貴而將此省略。除此之外，旨醞同時也是饗賓餐旅第一家在餐廳內飼養活體水生動物的餐廳，在四個魚缸裡包括澳洲岩龍蝦、南非鮑魚以及北寄貝等，其他在旨醞開幕之後所使用的食材包括北海道生食級大干貝、北海道馬糞海膽、魚子醬、鮟鱇、伊比利亚火腿、日本A5和牛以及Prime級美國去骨牛排等。
旨醞的菜單以簡單明瞭的方式列舉每道菜的原料，遵循現代西方美食，並且與典型鐵板燒餐廳區分開來，對於每道西餐，它都會添加一個「稱謂」，風格有些精緻，類似於日本懷石料理的命名方式，其中用讚美大自然的俳句來描述時令菜餚，例如「福爾摩沙」是指菜色中的胭脂蝦、墨魚和番茄清湯，「雙生共舞」是指菜色中的干貝、蛤蜊、XO醬和魚子醬，而「慢慢山海」是指菜色中的北寄貝、鮮筍和雞精湯，以上餐點當中有些使用中華、日式或法式料理方法製作。在甜點部分，旨醞供應鐵板爆米花和焦糖威士忌土鳳梨生乳酪蛋糕等。

### 貓將壽司
貓將壽司預定成為饗賓餐旅第12個餐飲品牌，並將以單點日式料理形式提供服務。貓將壽司將來主要供應壽司，也將供應其他日式料理包括烤類和炸類食物，這些食材將使用來自阿根廷、日本以及台灣的原物料作使用。第一家分店預定在2025年於遠百信義A13的14樓開幕。

## 其他品牌

### iEat饗愛吃

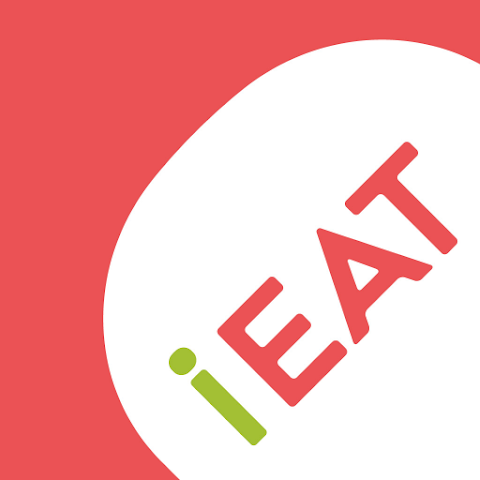
「iEAT饗愛吃」品牌識別標誌

2019年8月6日，饗賓餐旅推出「iEAT饗愛吃」應用程式，饗賓餐旅總經理陳毅航領導「iEAT饗愛吃」應用程式的開發工作，「iEAT饗愛吃」在2020年累積40萬個使用者，在2022年已累積130萬個使用者，甚至在2024年已經累積將近250萬個使用者。除了提供有關饗賓餐的最新消息之外，「iEAT饗愛吃」還允許使用者進行預訂、使用累積點數獲得折扣以及預付消費金額，而「iEAT饗愛吃」是饗賓餐旅的忠誠計劃平台，旨在吸引年輕人光顧旗下餐廳。

### 饗帶走

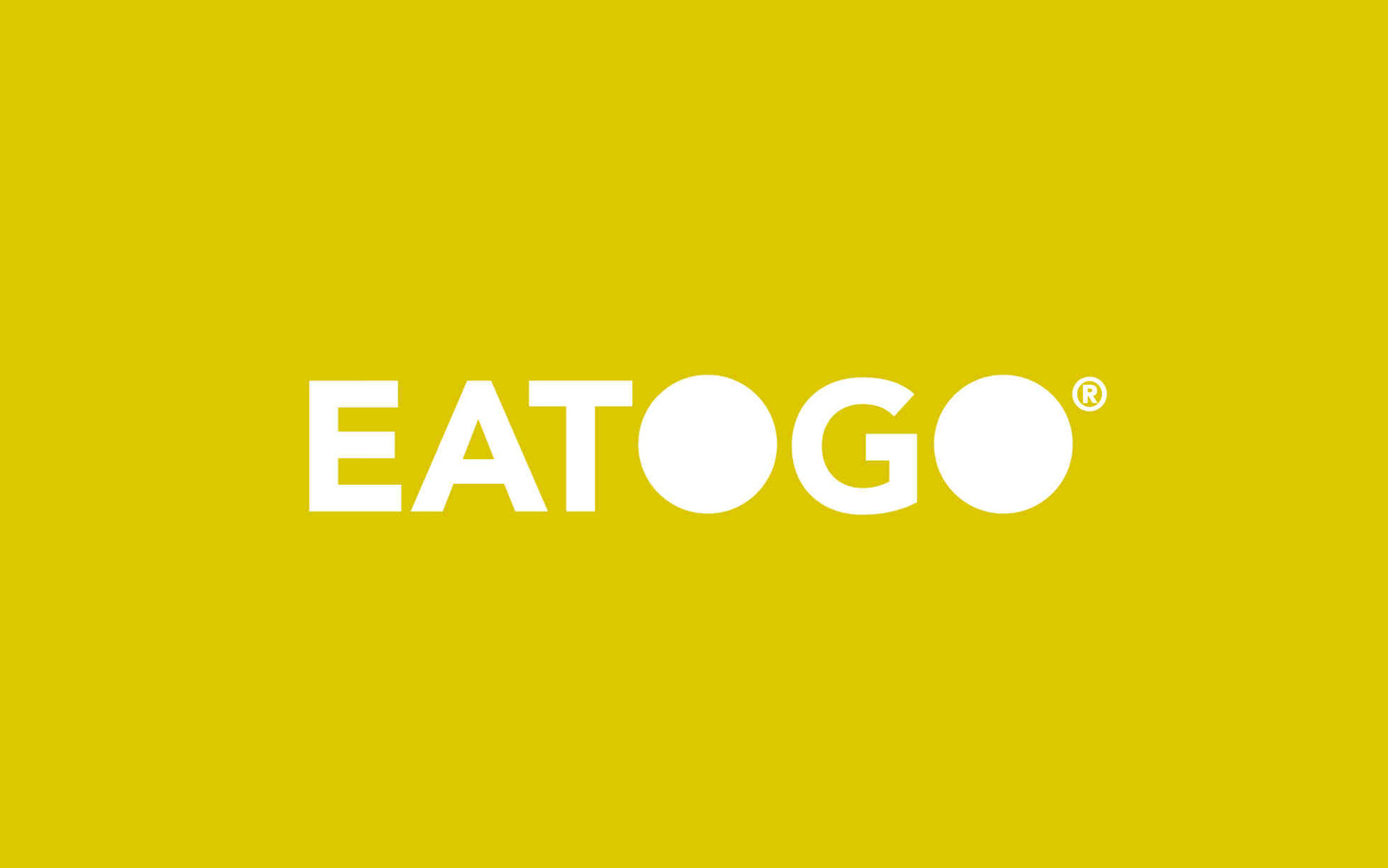
「饗帶走」品牌識別標誌

「饗帶走」是饗賓餐旅經營的線上訂餐暨外送平台，在2021年於疫情期間推出。當中央流行疫情指揮中心宣布實施疫情第三級警戒時，不僅無法讓消費者到餐廳內用，也造成饗賓餐旅的營收跌落至疫情第二級警戒期間的5%，而在推出「饗帶走」之後，饗賓餐旅在2021年7月的營收突破新台幣1億元（約3,316,530美元）。到2022年時，「饗帶走」提供8個饗賓餐旅品牌和其他15個品牌訂餐服務，並且攜手全球快遞將餐廳做好的餐點去運送到居住在距離餐廳5（3.1英里）以內的顧客手中。

### 饗在家
「饗在家」是饗賓餐旅旗下的電子商務平台，並從疫情期間開放給長時間待在家的消費者做使用，這個平台允許消費者訂購包含旗下餐廳品牌菜餚在內的冷凍食材自煮包。這些食材自煮包包括廣式點心以及川菜、台式以及泰式料理等餐點，在2022年包括蟹腿、扇貝、蝦、伊比利亞火腿和日本A5和牛等。2021年，「饗在家」開始販售「虎虎生風饗宴組」新年餐盒，並於2022年萬聖節販售「好食包萬聖限量禮盒」。在好食包萬聖節禮盒當中，特色商品包括一種鹹甜可口的奶皇“南瓜先生”、使用超過60年老店製成的芝麻醬內餡來塑造貓咪造型的餐包「調皮黑貓」以及使用大甲芋頭製成的「搗蛋幽靈」等。2024年，「饗在家」和新光影城合作，於台北天母和桃園青埔特區的電影院推出3種餐點，分別為美式碳烤肋排套餐、紐奧良烤雞翅套餐以及肉桂捲搭配檸檬蔓越莓酥餅、伯爵紅茶餅乾和可可杏仁餅乾的套餐。

## 外部連結
- 饗食天堂官方網站 （中文）